# Dielsiothamnus divaricatus
Dielsiothamnus divaricatus là loài thực vật có hoa thuộc họ Na.Loài này được (Diels) R.E.Fr. mô tả khoa học đầu tiên năm 1955.